# Emirat von Kreta

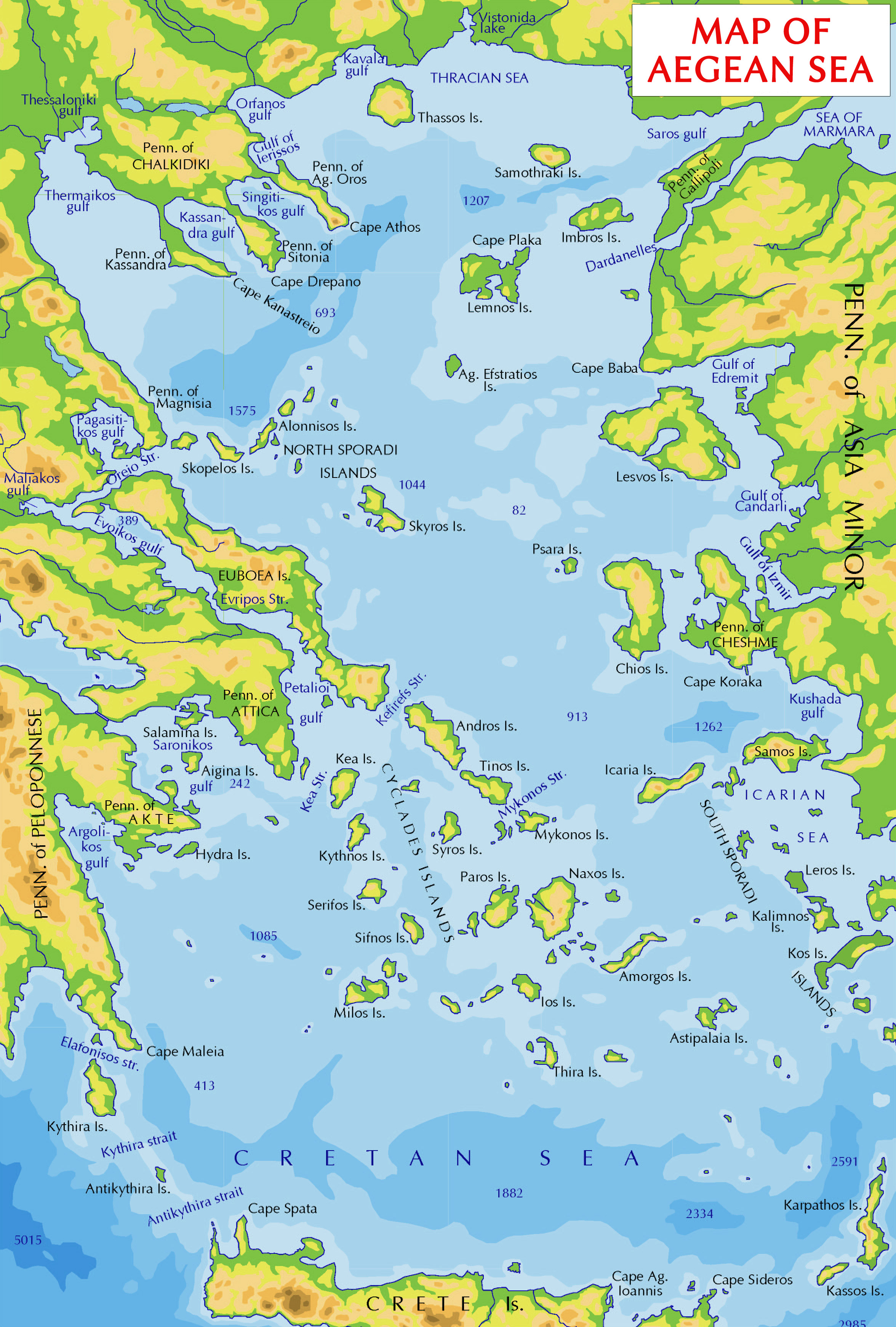
Karte der Ägäis, im Süden Kreta

Das Emirat von Kreta war ein islamischer Staat auf der Insel Kreta, der von den 820er Jahren bis zur byzantinischen Rückeroberung der Insel 961 bestand.
Kreta wurde von einer Exilantengruppe aus al-Andalus erobert, die etwa 824 oder 827/828 auf der Insel landete und dort eine eigene Herrschaft errichtete. Mehrere byzantinische Versuche zur Rückeroberung der Insel scheiterten. Für die etwa 135 Jahre seiner Existenz war das Emirat von Iqritisch / إقريطش / Iqrīṭiš einer der Hauptfeinde des Byzantinischen Reiches. Kreta beherrschte die Seestraßen im östlichen Mittelmeer und fungierte als Operationsbasis für muslimische Korsaren, die die byzantinischen Küstenstriche entlang der Ägäis überfielen. Die innenpolitische Geschichte des Emirats ist wenig bekannt, aber alle Berichte deuten auf einen nicht unerheblichen Wohlstand hin, der nicht nur auf Piraterie, sondern auch auf weitverzweigten Handel und Landwirtschaft zurückzuführen ist. Das Emirat wurde vom byzantinischen Kaiser Nikephoros II. vernichtet, der die Insel in einem Kriegszug 960–961 zurückeroberte.

## Geschichte
Kreta war das Ziel muslimischer Angriffe seit der ersten Eroberungswelle der islamischen Expansion in der Mitte des 7. Jahrhunderts. Die Insel wurde erstmals 654 und abermals 674/675 geplündert, und Teile der Insel wurden kurzfristig unter dem Umayyaden-Kalifen al-Walid I. (r. 705–715) besetzt. Trotzdem wurde Kreta nie ganz erobert und verblieb während des ganzen 7. Jahrhunderts beim Byzantinischen Reich; die Insel war zu weit entfernt von den arabischen Flottenhäfen in der Levante, als dass eine großangelegte Eroberung der Insel Erfolg gehabt haben könnte.

### Eroberung von Kreta
Um 824, während der Herrschaft des byzantinischen Kaisers Michael II. (r. 820–829) landete eine Gruppe exilierter Muslime aus al-Andalus auf Kreta und begann die Insel zu erobern. Diese Exilanten waren die Überlebenden einer gescheiterten Revolte gegen al-Hakam I., den Emir von Córdoba, im Jahr 818. Als Folge der Rebellion wurden die Bewohner der cordobanischen Vorstadt ar-Rabad in großer Zahl ins Exil geschickt. Einige siedelten sich in Marokko an, aber andere, etwa 10.000, wurden Piraten. Ein Teil dieser Piraten landete unter der Führung von Umar ibn Hafs ibn Schuaib ibn Isa al-Balluti, bekannt als Abu Hafs, in Alexandria und bemächtigten sich der Stadt bis 827, als Alexandria von dem Abbasiden-General ʿAbdallāh ibn Tāhir belagert und die Eindringlinge vertrieben wurden.
Der exakte Zeitpunkt ihrer Landung auf Kreta ist unsicher. Die muslimischen Quellen datieren ihn auf 827 oder 828, nach der Vertreibung aus Alexandria. Die byzantinischen Quellen platzieren das Ereignis früher, kurz nach der Rebellion von Thomas dem Slawen (821–823). Weitere Erwägungen bezüglich der Zahl und des Datums der byzantinischen Feldzüge gegen die Muslime haben Historiker wie Vasileios Christides und Christos Makrypoulias bewogen ein früheres Datum vorzuschlagen, etwa 824.

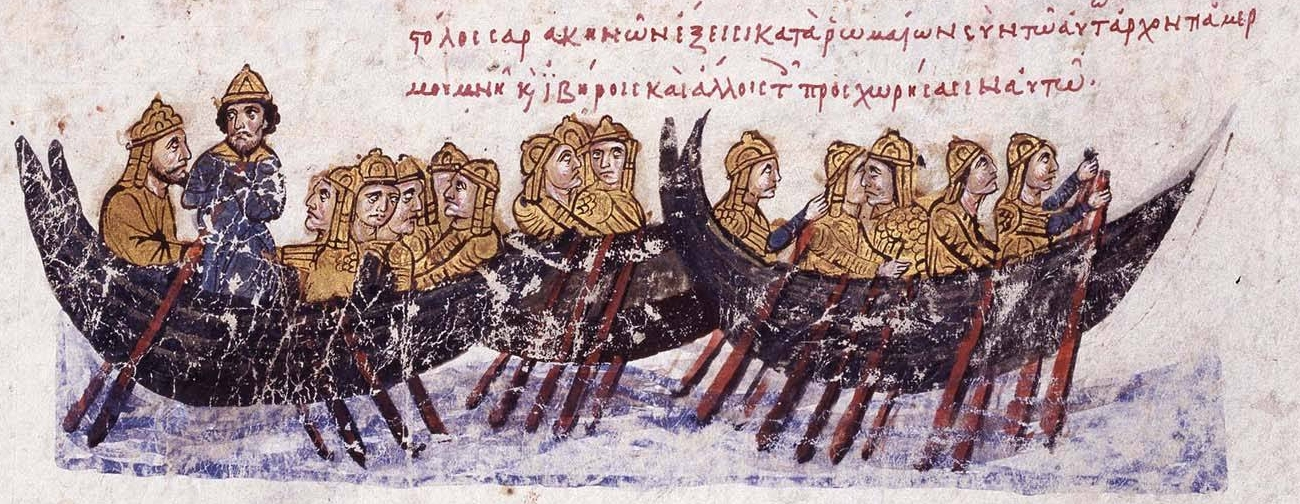
Die Sarazenenflotte segelt nach Kreta. Miniatur aus dem Madrid Skylitzes-Manuskript.

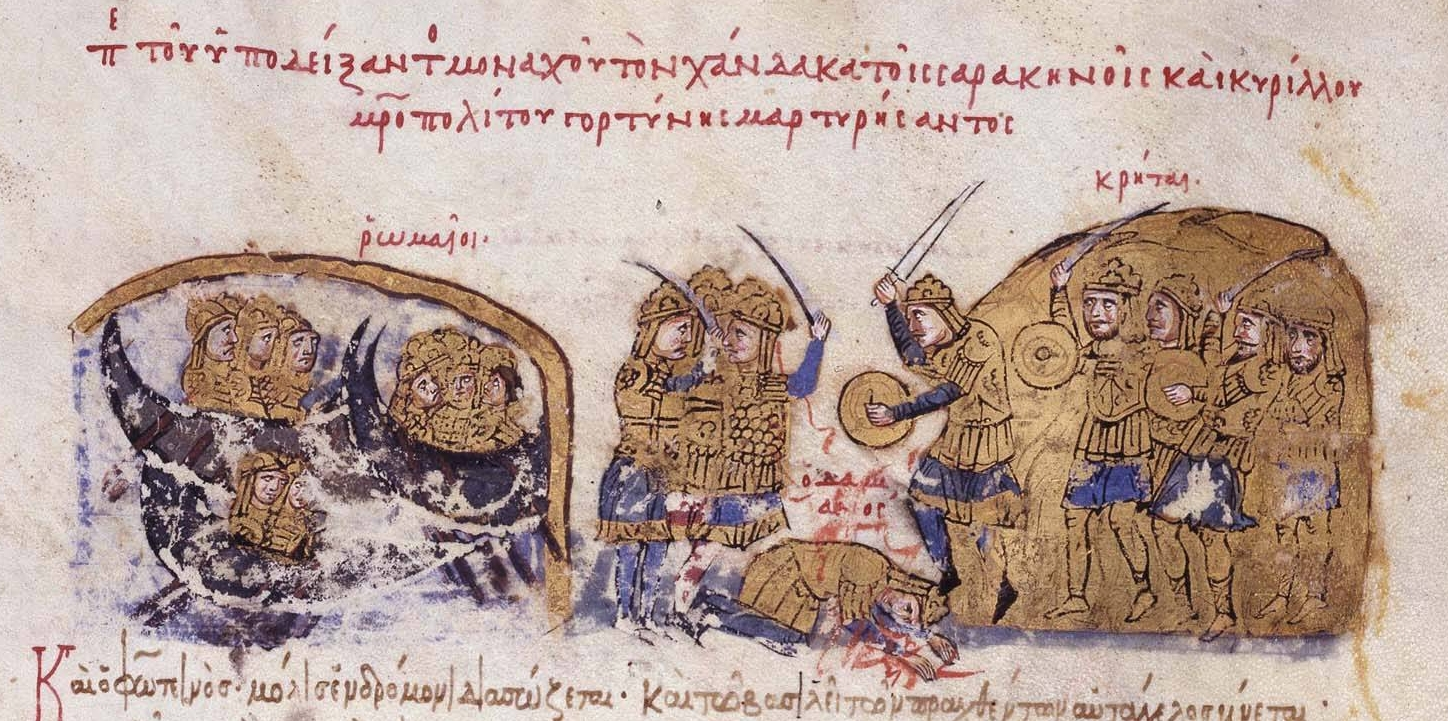
Sieg der Sarazenen über die Byzantiner unter Damianos

Unter den Bedingungen ihres Vertrages mit ibn Tāhir verließen die Andalusier Alexandria auf 40 Schiffen. Der Historiker Warren Treadgold schätzt ihre Zahl auf 12.000 Menschen, davon waren etwa 3.000 kampffähige Männer. Byzantinischen Geschichtsschreibern zufolge kannten sich die Andalusier bereits auf Kreta aus, da sie es in der Vergangenheit geplündert hatten. Sie behaupten auch, dass diese neuerliche Landung anfangs als weiterer Plünderzug geplant war und sich erst in einen Eroberungsfeldzug verwandelte, als Abu Hafs ihre Schiffe in Brand steckte. Da die Andalusier allerdings von Anfang an ihre Familien mitgebracht hatten, ist das wahrscheinlich eine spätere Erfindung. Der Landeplatz der Andalusier ist unbekannt. Einige Historiker glauben, er habe bei der Souda-Bucht oder nahe an Chandax (von arabisch خندق, DMG ḫandaq ‚Graben‘) gelegen. Das an dieser Stelle gelegene moderne Iraklio wurde erst später gebaut. Andere meinen, der Landepunkt habe wahrscheinlich an der Südküste der Insel gelegen und die Andalusier hätten sich langsam nach Norden bewegt.
Nachdem er von der Landung der Araber erfahren hatte, schickte Kaiser Michael II. mehrmals Truppen zur Vertreibung der Eindringlinge. Das byzantinische Verteidigungspotenzial war aber durch die Revolte von Thomas dem Slawen begrenzt, sowie, falls die Landung 827/828 stattfand, durch die Ablenkung der Flotte und Armee durch die Eroberung von Sizilien durch die Aghlabiden. Die erste Expedition unter Photeinos, strategos des Themas Anatolikon und Damian, dem comes stabuli, wurde in offener Feldschlacht besiegt, Damian wurde getötet. Die nächste Expedition wurde ein Jahr später entsandt. Sie bestand aus 70 Schiffen unter dem Kommando des strategos des Themas Kibyrrhaiotai Krateros. Sie war zunächst erfolgreich, aber die sorglosen byzantinischen Truppen wurden in einem nächtlichen Überfall in die Flucht geschlagen. Krateros konnte nach Kos fliehen, wurde dort aber von den Arabern gefangen genommen und gekreuzigt. Ch. Makrypoulias vermutet, dass diese Feldzüge stattfanden, bevor die Araber Chandax erbauten, wohin sie ihre Hauptstadt von Gortyn verlegten.

### Das „Piraten-Emirat“
Nachdem er diese Attacken zurückgeschlagen hatte, konsolidierte Abu Hafs langsam seine Kontrolle über die Insel und machte sich selbst zum Herrscher. Er erkannte die Oberhoheit des Abbasiden-Kalifats an, herrschte aber de facto als unabhängiger Emir. Die Eroberung der Insel war von großer Bedeutung, denn sie veränderte das Machtgleichgewicht im östlichen Mittelmeer und öffnete die Küsten der Ägäis für verheerende Plünderzüge.
Die Andalusier besetzten während der frühen Jahre auch einige der Kykladen, aber Kaiser Michael II. schickte eine weitere groß angelegte Expeditionsarmee, für die er eine neue Marine-Einheit, die Tessarakontarioi, rekrutierte und zusätzliche Schiffe bauen ließ. Unter dem Admiral Ooryphas gelang es dieser Flotte, die Araber von den ägäischen Inseln zu vertreiben, sie konnte Kreta aber nicht zurückerobern.
Der Nachfolger Michaels II., Kaiser Theophilos (r. 829–842) schickte eine Gesandtschaft an Abd ar-Rahman II. von Córdoba, um diesen für eine gemeinsame Operation gegen die andalusischen Exilanten zu bewegen, aber außer Abd ar-Rahmans genereller Zustimmung zu allen byzantinischen Aktionen dies betreffend blieb Hilfe aus. Im Oktober 829 zerstörten die muslimischen Kreter in der Seeschlacht von Thasos eine byzantinische Flotte und legten anschließend die Siedlungen am Berg Athos in Schutt und Asche. Später überfielen sie Lesbos (837) und die Küste des Themas Thrakesion, wo sie das Kloster auf dem Berg Latros zerstörten. Sie konnten dann aber vom örtlichen strategos Konstantin Kontomytes besiegt werden.
Nach dem Tod Theophilos’ im Jahr 842 unternahm der neue byzantinische Kaiser Michael III. abermalige Anstrengungen zur Vertreibung der Sarazenen: Im Jahr 843 wurde ein neues byzantinisches Thema, das Thema der Ägäis, eingerichtet, um die arabischen Angriffe effektiver bekämpfen zu können und eine weitere Expeditionsarmee wurde unter dem Befehl des logothetes und Regenten Theoktistos losgeschickt. Obwohl er einen Großteil der Insel besetzen konnte, musste Theoktistos die Armee wegen politischer Intrigen in Konstantinopel abziehen und die verbliebenen Truppen wurden von den Arabern aufgerieben.
In einem Versuch, die Sarazenen zu schwächen, vereinigten sich 853 mehrere byzantinische Flotten, griffen Damietta an, einen ägyptischen Flottenstützpunkt, und eroberten Waffen, die für Kreta bestimmt gewesen waren. Trotz einiger weiterer byzantinischer Erfolge nahmen die kretischen Araber ihre Angriffe in den 860er Jahren wieder auf und attackierten die Peloponnes, die Kykladen und den Athos. Im Jahr 866 versammelte der Caesar Bardas eine weitere große Armee zur Eroberung Kretas, aber seine Ermordung durch Basileios I. zwei Wochen nach der Abfahrt der Flotte von Konstantinopel setzte diesem Vorhaben ein Ende.

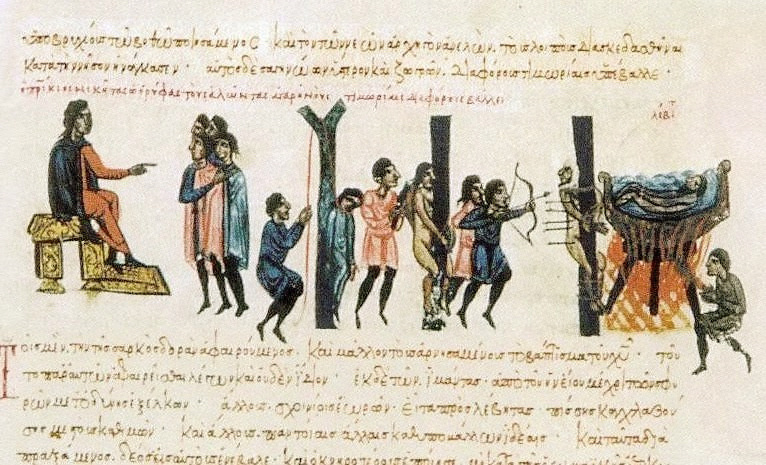
Ooryphas bestraft die kretischen Sarazenen, dargestellt im Madrid Skylitzes

In den frühen 870er Jahren erreichten die kretischen Plünderzüge eine neue Intensität: Ihre Flotten, die oft von abtrünnigen Byzantinern angeführt wurden, durchzogen die Ägäis und erreichten sogar die dalmatische Küste. Einmal segelte eine kretische Flotte sogar in das Marmarameer ein und attackierte, wenn auch erfolglos Prokonnesos; das erste Mal seit der zweiten arabischen Belagerung von Konstantinopel im Jahr 717–718 war eine arabische Flotte der Hauptstadt so nahegekommen. Im Jahr 873 und nochmals in 874 erlitten die Kreter Niederlagen durch den byzantinischen Admiral Niketas Ooryphas. Ooryphas nahm viele Gefangene, die er als Rache für die Plünderzüge foltern ließ. Diese Siege führten offenbar zu einem zeitweiligen Waffenstillstand und es scheint, als ob der kretische Emir Schuaib I. (Saipes) für ein Jahrzehnt gezwungen war, Byzanz Tribut zu zahlen.
Die Plünderzüge wurden aber bald wieder aufgenommen, wobei den Kretern nordafrikanische und syrische Flotten zu Hilfe kamen. Die Peloponnes litt besonders darunter, aber auch Euböa und die Kykladen: die Insel Patmos kam unter kretische Herrschaft, Naxos wurde zu Tributleistungen gezwungen. Athen könnte zwischen 896 und 902 besetzt worden sein, und 904 plünderte Leon von Tripoli die zweite Stadt des Reiches, Thessaloniki. Die syrischen Piraten benutzten Kreta als Basis. Viele der angeblich 20.000 gefangenen Thessaloniker wurden auf Kreta als Sklaven verkauft.
Im Jahr 911 entsandten die Byzantiner abermals eine große Flotte, etwa 100 Schiffe stark, die von Himerios geführt wurde. Die Byzantiner waren aber gezwungen, die Insel nach wenigen Monaten wieder zu verlassen, und die Flotte wurde dann vor Chios von einer verbündeten kretischen und syrischen Flotte zerstört.

### Byzantinische Rückeroberung

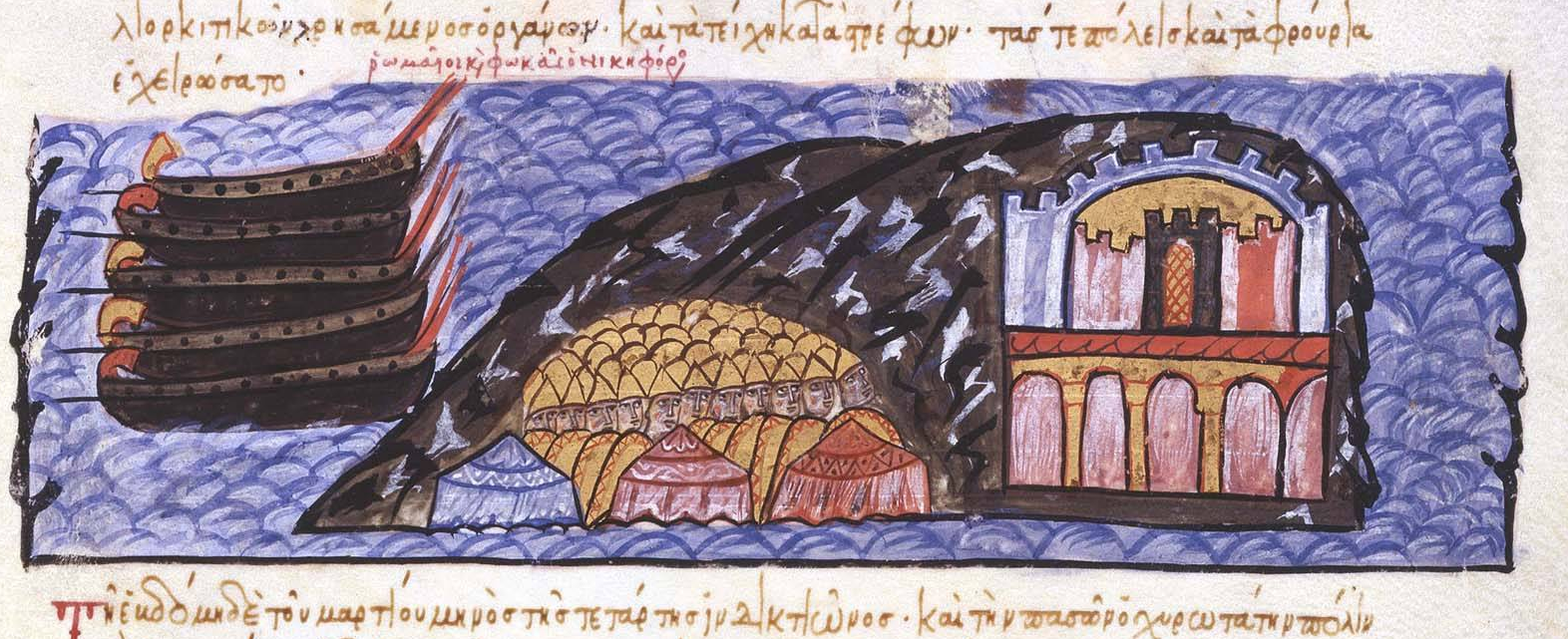
Die Belagerung von Chandax, der Hauptstadt des muslimischen Kreta, dargestellt im Madrid Skylitzes Manuskript.

Die kretische Piraterie erreichte in den 930ern und 940ern einen neuen Höhepunkt an den Küsten Griechenlands und Kleinasiens. Deshalb schickte Kaiser Konstantin VII. (r. 913–959) eine weitere Armee. Diese wurde in einem Überraschungsangriff in die Flucht geschlagen, was die byzantinischen Chronisten der Inkompetenz des Eunuchen Konstantin Gongyles zuschrieben. Kaiser Konstantin gab nicht auf und bereitete während der letzten Jahre seiner Herrschaft eine weitere Expedition vor. Tatsächlich sollte diese unter seinem Nachfolger Romanos II. (r. 959–963) stattfinden, der die Leitung des Unternehmens dem General Nikephoros Phokas übertrug. Dieser segelte 960 los, landete auf Kreta und zerschlug den anfänglichen muslimischen Widerstand. Es schloss sich eine lange Belagerung der Hauptstadt an, bis Chandaq (Chandax) am 6. März 961 gestürmt wurde.
Die Stadt wurde geplündert, die Moschee und die Stadtmauer wurden niedergerissen. Muslimische Gefangene wurden entweder getötet oder in die Sklaverei verschleppt. Der letzte Emir der Insel, Abd al-Aziz ibn Schuaib (Kouroupas), und sein Sohn an-Numan (Anemas) wurden gefangen genommen und nach Konstantinopel gebracht, wo Phokas einen Triumph feierte. Die Insel wurde in ein byzantinisches Thema umgewandelt und die verbliebenen Muslime durch Missionare wie Nikon „der Metanoeite“ zum Christentum bekehrt. Unter den Konvertiten war Prinz an-Numan, der in byzantinische Dienste trat und 971 bei Durostorum im Kampf gegen die Rus fiel.

## Erbe
Die arabische Periode der Insel bleibt aufgrund der geringen Quellendichte zur inneren Geschichte des Emirats ausgesprochen unklar. Abgesehen von einigen Ortsnamen, die an arabische Namen erinnern, gibt es auch keine größeren Funde aus dieser Periode auf Kreta, vielleicht wegen der großen Zerstörungen nach 961. Dies hatte Auswirkungen auf die Sichtweise des Emirats: Historiker haben das Emirat von Kreta, gestützt auf byzantinische Quellen, meist als „Piratennest“ gesehen.
Das Bild, das sich aus einigen wenigen Hinweisen aus der arabischen Welt ergibt, ist das eines geordneten Staates mit einer eigenen Geldwirtschaft und verzweigten Handelsbeziehungen und es ist möglich, dass Chandax ein kulturelles Zentrum des östlichen Mittelmeers war. Der Fund mehrerer Gold-, Silber- und Kupfermünzen von fast gleichbleibendem Gewicht zeugt von stabiler Wirtschaftskraft und womöglich einem hohen Lebensstandard der Bevölkerung. Der Außenhandel wurde vor allem mit Ägypten abgewickelt. Die Notwendigkeit auf der Insel einen autarken Staat zu erhalten führte zu intensiver Landwirtschaft. Es ist möglich, dass die Araber auf Kreta Zuckerrohr einführten.
Es ist unklar, was mit der christlichen Bevölkerung auf Kreta nach der Eroberung durch die Muslime geschah; nach traditioneller Auffassung wurden fast alle konvertiert oder vertrieben. In muslimischen Quellen finden sich aber Hinweise auf eine weitere Präsenz von Christen auf der Insel, obwohl den Quellen zufolge Muslime auf der Insel die Mehrheit gebildet haben sollen.

## Liste der Emire
Die Abfolge der Emire von Kreta wurde durch byzantinische und arabische Quellen, vor allem durch Münzfunde rekonstruiert. Die Jahre ihrer Regentschaft sind also teilweise Mutmaßungen:
| Name                                                                    | Name in griechischen Quellen | Regierungszeit    |
| ----------------------------------------------------------------------- | ---------------------------- | ----------------- |
| Abu Hafs Umar I. ibn Schuaib ibn Isa al-Balluti al-Ghaliz al-Iqritischi | Apohapsis                    | 827/828 – ca. 855 |
| Schuaib I. ibn Umar                                                     | Saipes oder Saet             | ca. 855–880       |
| Abu Abdallah Umar II. ibn Schuaib                                       | Babdel                       | ca. 880–895       |
| Muhammad ibn Schuaib az-Zarkun                                          | Zerkounes                    | ca. 895–910       |
| Yusuf ibn Umar II.                                                      |                              | ca. 910–915       |
| Ali ibn Yusuf                                                           |                              | ca. 915–925       |
| Ahmad ibn Umar II.                                                      |                              | ca. 925–940       |
| Schuaib II. ibn Ahmad                                                   |                              | ca. 940–943       |
| Ali ibn Ahmad                                                           |                              | ca. 943–949       |
| Abd al-Aziz ibn Schuaib II.                                             | Kouroupas                    | ca. 949–961       |